# Raphitoma pseudohystrix
Raphitoma pseudohystrix é uma espécie de gastrópode do gênero Raphitoma, pertencente a família Raphitomidae.